# Феноменология
Феноменоло́гия (нем. Phänomenologie — «учение о феноменах») — направление в философии XX века, определявшее свою задачу как беспредпосылочное описание опыта познающего сознания (квалиа) и выделение в нём сущностных черт.
Сам термин введён Гегелем в его работе «Феноменология духа». Феноменология началась с тезиса Эдмунда Гуссерля «Назад, к самим вещам!», который противопоставляется распространенным в то время призывам «Назад, к Канту!», «Назад, к Гегелю!» и означает необходимость отказаться от построения дедуктивных систем философии, подобных гегелевской, а также от редукции вещей и сознания к каузальным связям, изучаемым науками. Феноменология, таким образом, предполагает обращение к первичному опыту, у Гуссерля — к опыту познающего сознания, где сознание понимается не как эмпирический предмет изучения психологии, но как «трансцендентальное Я» и «чистое смыслообразование» (интенциональность).
Выявление чистого сознания предполагает предварительную критику натурализма, психологизма и платонизма и феноменологическую редукцию, в соответствии с которой мы отказываемся от утверждений относительно реальности вещественного мира, вынося его существование за скобки.
Самой сущностью сознания является „вкладывание“ смысла в интенциональных актах: „быть сознанием“, значит — „давать смысл“. Поэтому движение „к самим вещам“ ведёт не от понятий к ощущениям, а от производных и вторичных смыслов к изначальным смыслам.
Большое влияние на становление феноменологии Э. Гуссерля оказала трансцендентальная философия И. Канта. Философ позаимствовал концепцию о мыслительном творчестве по целевому „конструированию“ идеальных объектов мира.
Дальнейшее свое развитие идеи феноменологии получили в экзистенциализме, персонализме, философии жизни, герменевтике.

## История понятия «феноменология» и история феноменологии
Термин «феноменология» иногда использовался в истории философии до Эдмунда Гуссерля, но современное значение феноменологии более привязано к методу Гуссерля. Ниже приводится список важных мыслителей, которые использовали термин «феноменология» различными способами, в хронологическом порядке и с краткими комментариями об их вкладе:
1. Иммануил Кант в «Критике чистого разума» проводит различие между объектами как феноменами, которые воспринимаются человеческим сознанием, и объектами, как вещами-в-себе.
2. Гегель оспаривал учение Канта о непознаваемости вещи-в-себе и заявлял, что, исследуя феномен, можно прийти к окончательному пониманию абсолютного, логического, онтологического и метафизического духа, стоящего за феноменами.
3. Для Эдмунда Гуссерля феноменология является философским методом, который, во-первых, с помощью разных этапов редукции помогает выявить структуру сознания и достигнуть сути вещей, а во-вторых, может служить универсальной основой для всех наук[4]. Главная книга феноменологического движения Гуссерля — «Логические исследования». К предшественникам Гуссерля можно отнести Франца Брентано и Карла Штумпфа[5].
4. Мартин Хайдеггер отчасти следует феноменологии Гуссерля в своём произведении «Бытие и время». Хотя, между Хайдеггером и Гуссерлем также было и много противоречий. На данный момент не существует единства во взглядах как относительно того влияния, которое оказал Гуссерль на философское развитие Хайдеггера, так и о том, насколько его философия имеет феноменологические корни.
5. Альфред Шюц разработал феноменологическую социологию.
6. Франциско Варела разработал нейрофеноменологию.

К феноменологам до Гуссерля К. А. Свасьян относит И. В. Гёте и Р. Штейнера.
Главные моменты в развитии феноменологии: возникновение её многообразных интерпретаций и противостояние её основных вариантов, учений Гуссерля и Хайдеггера (отношение которого к феноменологии называют противоречивым); появление феноменологической психологии и психиатрии (Ф. Базалья:680, Л. Бинсвангер:680, Д. Г. Купер:680, Р. Д. Лэйнг:680, Е. Минковский, Э. Страус, В. фон Гебсаттель, Г. Элленбергер, К. Ясперс:680, В. Франкл, Ю. С. Савенко), педагогики (М. Я. Лангефельд), этики (М. Шелер), эстетики (Р. Ингарден, М. Дюфренн), права (А. Райнах) и социологии (феноменологическая социология А. Шюца, социальный конструктивизм), философии религии, онтологии (Ж.-П. Сартр, Р. Ингарден, отчасти Н. Гартман), философии математики и естествознания, истории и метафизики (Людвиг Ландгребе), теории коммуникаций (Вилем Флуссер), герменевтики (Густав Шпет); влияние на экзистенциализм, персонализм, герменевтику и другие философские течения; широкое распространение в Европе, Америке, Японии и некоторых других странах Азии. Крупнейшие центры феноменологии — Архивы Гуссерля в Лувене (Бельгия) и Кёльне (Германия), Международный институт перспективных феноменологических исследований и образования (США), издающий ежегодник «Analecta Husserliana» и журнал «Phenomenology Inquiry»; в 90-х годах XX-го века центры были созданы в Москве и Праге. Также в настоящее время методы исследования феноменологии используют в психиатрии, социологии, литературоведении и эстетике.

## Феноменология Гуссерля

### Задачи феноменологии
Гуссерль выдвигает цель построения универсальной науки (универсальной философии, универсальной онтологии), относящейся к «всеобъемлющему единству сущего», которая имела бы абсолютно строгое обоснование и служила обоснованием всем прочим наукам, познанию вообще. Такой наукой должна стать феноменология.
Феноменология исследует и приводит в систему априорное в сознании; сводя априорное к «последним… сущностным необходимостям», она тем самым задаёт основные понятия наукам. Задача феноменологии — «в познании полной системы образований сознания, конституирующих» (имманентно) объективный мир.

### Метод феноменологии
Методами осуществления феноменологического исследования являются непосредственное созерцание (очевидность) и феноменологические редукции.
Непосредственное созерцание, как метод феноменологии, означает, что последняя является дескриптивной наукой, и её материалом служат исключительно данные непосредственной интуиции.
Феноменологические редукции делятся на три вида. Во-первых, чистая феноменология отвлекается от естественной установки, то есть наивной погружённости во внешний мир, и сосредотачивает внимание на самом акте (переживании) сознания, в котором мир нам даётся (феноменолого-психологическая редукция). Во-вторых, феноменология берёт эти переживания сознания не как конкретные факты, а как идеальные сущности (эйдетическая редукция). В-третьих, феноменология не останавливается на редукции к переживаниям сознания, и далее уже не только внешний мир, но и сферу душевного, сознание — как поток переживаний конкретного эмпирического субъекта — редуцирует к чистому сознанию (трансцендентальная редукция).
Итак, феноменология, отвлекаясь от существующего, рассматривает сущности — возможное, априорное в сознании. «Старинное учение онтологии — познание „возможностей“ должно предшествовать познанию действительности — это, на мой взгляд, великая истина, — если только она понята верно и верно поставлена на службу делу». Кроме того, это дескриптивная наука, ограниченная непосредственной интуицией (очевидностью), то есть её метод — прямое интуитивное созерцание сущностей (идеация). Более того, это дескриптивная наука о сущности трансцендентально чистых переживаний. Таким образом, феноменология — дескриптивная наука о сущностях трансцендентально чистых переживаний в пределах непосредственной интуиции. «…Поле феноменологии — это анализ раскрываемого в непосредственной интуиции априори, фиксаций непосредственно усмотримых сущностей и взаимосвязей таковых и их дескриптивное познание в системном союзе всех слоев в трансцендентально чистом сознании». Феноменология — это прямая реакция на психологизм и физикализм времен Гуссерля.

### Осуществление феноменологического исследования
Первым методическим принципом, критерием действительности чего-либо является очевидность. Необходимо установить первые очевидности, которые лягут в основу достоверного знания. Эти очевидности должны быть аподиктичными: очевидное сейчас может стать сомнительным позднее, оказаться видимостью, иллюзией; «аподиктическая же очевидность обладает той замечательной особенностью, что она не только вообще удостоверяет бытие очевидных в ней вещей или связанных с ними обстоятельств, но одновременно посредством критической рефлексии раскрывается как простая немыслимость их небытия».
В существовании мира можно усомниться — это не аподиктическая очевидность. Проведение трансцендентально-феноменологической редукции (эпохе́), делая мир лишь опытом, феноменом, обнаруживает, что ему «в качестве самого по себе более первичного бытия предшествует бытие чистого ego и его cogitationes» (то есть чистого сознания и его переживаний, взятых как сущности). Это и есть искомая аподиктическая очевидность. После этого нужно установить дальнейшие абсолютные очевидности — «универсальную аподиктическую структуру опыта Я [трансцендентального опыта] (например, имманентную временную форму потока переживаний)». Таким образом, трансцендентальная феноменология — это наука о трансцендентальном ego и о том, «что заключено в нём самом» (о трансцендентальном опыте): самоистолкование трансцендентального ego, показывающее, как оно конституирует в себе трансцендентное; исследование всех возможных типов сущего (данных нам как содержания сознания). Это трансцендентальная теория познания (в отличие от традиционной, где основной проблемой является проблема трансцендентного, бессмысленная в феноменологии) — трансцендентальный идеализм.

### Основные понятия
Рефлексия — акт переживания, с помощью которого человек постигает предметы, явления, формирует мысли и ценности. Рефлексия неразрывно связана с личным опытом и является инструментом его получения, постижения.
Феномен — явления, которые постигаются с помощью рефлексии, по своей природе являются «сознанием-о» их объектов. То есть, феномен — это предмет человеческого сознания. Феномен существует вне зависимости от того, существует ли реальный объект. Феномен имеет постоянно расширяющуюся структуру в зависимости от угла наблюдения за объектом.
Интенциональность — перманентная направленность сознания на феномен, как предмет, содержащийся в человеческом сознании.
Эпохэ — наложение запрета на объективную позицию, «заключение мира в скобки» — исключение объективного мира, который просто здесь есть. Феноменолог практикует эпохэ, как метод изучения содержания сознания, то есть мира, который представлен исключительно в сознании человека.
Феноменологическая редукция — состоит из двух уровней. Первый — систематическое и радикальное эпохэ. Второй — максимально полная фиксация и описание феноменов, которые уже не объекты, но единицы смысла, содержащиеся в сознании.
Эйдетическая редукция — выявление ноэмы и ноэзиса в сознании. То есть, сознание состоит из ноэмы — феномена, который является проекцией объекта мира в сознании человека, и ноэзиса — процесса направленности сознания человека на этот феномен. Если во время феноменологической редукции выявляются и процесс постижения человеком конкретного, определённого феномена, и само содержание этого феномена, то эйдетическая редукция — это выявление абстрактных, теоретических форм — ноэмы и ноэзиса. Феноменологическая редукция открывает конкретные примеры внутри сознания, а эйдетическая редукция — сущностные формы сознания.
Ноэма — мысленный феномен, который является проекцией объекта мира (или несуществующего объекта) в сознании человека — предмет сознания.
Ноэзис — процесс постижения феномена, процесс направленности сознания человека на этот феномен.
Трансцендентальная редукция — «заключение себя в скобки». То есть, мы, будучи людьми, принадлежим объективному, существующему миру — мы субъекты этого мира. Трансцендентальная редукция предполагает переход от состояния психической субъективности к состоянию трансцендентальной субъективности, которая способна дать нам непосредственный трансцендентальный опыт.

### Классики феноменологии
- Гуссерль Э. Идеи к чистой феноменологии и феноменологической философии. Т. 1.   (недоступная ссылка с 12-05-2013 [4448 дней]) М.: ДИК, 1999.
- Гуссерль Э. Картезианские размышления  (недоступная ссылка с 12-05-2013 [4448 дней]) / Пер. с нем. Д. В. Скляднева. СПб.: Наука, 2001.
- Гуссерль Э. Логические исследования. Т. 2. — М.: ДИК, 2001.
- Хайдеггер М. Бытие и время / М. Хайдеггер; Пер. с нем. В. В. Бибихина. — Харьков: «Фолио», 2003. — 503, [9] с. — (Philosophy) — ISBN 966-03-1594-5. [yanko.lib.ru/books/philosoph/haydegger-butie_i_vremya-a.htm]
- Шпет Г. Г. Явление и смысл (Феноменология как основная наука и её проблемы). М.: Гермес, 1914. 219 с.
- Ингарден Р. Введение в феноменологию Эдмунда Гуссерля / Пер. А. Денежкина, В. А. Куренного. — М.: Дом интеллектуальной книги, 1999.
- Мерло-Понти М. Феноменология восприятия (1945) / Пер. с фр. под ред. И. С. Вдовиной, С. Л. Фокина. — СПб.: Ювента; Наука, 1999.